# Sopot (Sérvia)
Sopot (em cirílico:Сопот) é uma vila da Sérvia localizada no município de Palilula, pertencente ao distrito de Belgrado, nas regiões de Šumadija e Kosmaj. A sua população era de 1783 habitantes segundo o censo de 2002.

## Demografia
| 1948 | 1953 | 1961 | 1971  | 1981  | 1991  | 2002  |
| ---- | ---- | ---- | ----- | ----- | ----- | ----- |
| 576  | 552  | 970  | 1 272 | 1 581 | 1 720 | 1 752 |